# Otto von Simson

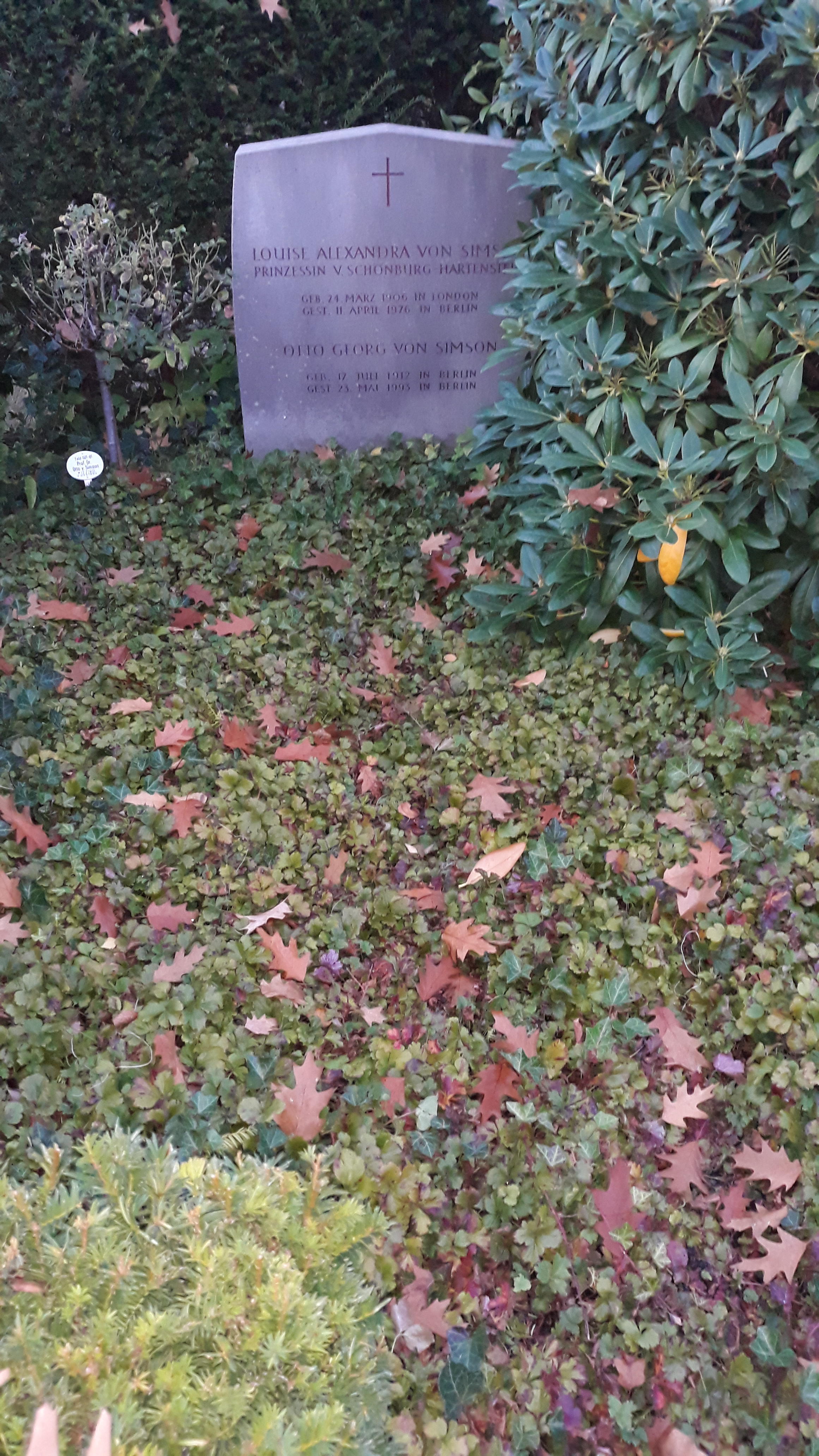
Das Grab von Otto von Simson und seiner ersten Ehefrau Louise Alexandra auf dem Friedhof Dahlem in Berlin.

Otto Georg von Simson (* 17. Juli 1912 in Berlin; † 23. Mai 1993 ebenda) war ein deutscher Kunsthistoriker.

## Leben
Otto von Simson entstammte einer der angesehensten Familien im Deutschen Reich. Sein Urgroßvater Eduard von Simson (1810–1899) war 1848 Präsident der Frankfurter Nationalversammlung und ab 1871 Präsident des Reichstags. In der von Alfred Messel erbauten und mit einer umfangreichen Kunstsammlung französischer Impressionisten ausgestatteten Villa des Großvaters Franz Oppenheim (1852–1929) in Berlin-Wannsee wuchs von Simson wie seine Schwester Vita (1915–2011) als Kind des Diplomaten Ernst von Simson (1876–1941) und seiner Frau Martha Oppenheim (1882–1971) auf. Nach dem Abitur am Arndtgymnasium in Berlin-Dahlem studierte Simson ab 1932 Kunstgeschichte bei Wilhelm Pinder in München, wo er 1936 mit der Arbeit Zur weltlichen Apotheose im Barock, besonders zur Medici-Galerie des P. P. Rubens promoviert wurde.
Da der evangelisch getaufte und zum Katholizismus konvertierte Simson jüdische Vorfahren hatte, floh er nach zwischenzeitlicher Redakteurstätigkeit für die Zeitschrift Hochland 1939 vor der nationalsozialistischen Verfolgung und emigrierte in die Vereinigten Staaten. Dort war er zuerst Professor für Geschichte und Kunstgeschichte am Marymount College in Tarrytown, New York. 1943 wechselte er ans St. Mary’s College nach Notre Dame, Indiana. Seit 1945 war er Mitglied des Art Department und des Committee on Social Thought der University of Chicago, zuerst als Assistant Professor, ab 1947 als Associate Professor. 1951 wurde er dort zum Full Professor ernannt.
Nach seiner Remigration in die Bundesrepublik 1957 war Simson für das Auswärtige Amt als Delegierter bei der UNESCO tätig und dort bis 1964 Mitglied des Executive Board. Von 1959 bis 1965 wirkte er daneben als Gastprofessor in Bonn. Als ordentlicher Professor für moderne Kunstgeschichte wurde er 1964 an die Freie Universität Berlin berufen, wo er bis zur Emeritierung 1979 auch Direktor des Kunstgeschichtlichen Instituts war. 1968 war er unter dem Eindruck des „ideologischen Terrors linksradikaler Gruppen“ in der FU maßgeblich am Aufbau der Notgemeinschaft für eine freie Universität beteiligt. Betroffen davon waren mehrere zurückgekehrte Emigranten wie Richard Löwenthal, Ernst Fraenkel und Ernst E. Hirsch, die 1933 als Juden ihre Universität hatten verlassen und fliehen müssen. Sie fühlten sich an die Erlebnisse nach 1933 erinnert. 1969 war von Simson Mitglied des Montagsklub. Zwischen 1971 und 1973 hatte er Gastprofessuren an der Brown University und in Harvard inne. Er wurde 1973 zum Mitglied der American Academy of Arts and Sciences gewählt. 
Für die UNESCO blieb er daneben in verschiedenen Zusammenhängen tätig und setzte sich für die Bewahrung von Kulturdenkmälern ein. In seiner Funktion als Präsident der Deutschen UNESCO-Kommission (1975–1986) initiierte von Simson 1978 in Bonn eine Arbeitsgruppe „Rückgabe von Kulturgut“ aus Museumsleitern und Ministerialbeamten, die Argumente und Taktiken zur Abwehr von Forderungen nach Restitution von Kulturgut an ehemals kolonisierte Länder entwickelte. Auf einer UNESCO-Tagung in Dakar erklärte er zwar 1979 in einer an afrikanische Intellektuelle gerichteten Rede „Wir möchten zu Eurer Freiheit beitragen“. Tatsächlich wirkte er aber auch in den Folgejahren eng mit dem Präsidenten der Stiftung Preußischer Kulturbesitz Werner Knopp zusammen, einem strikten Restitutionsgegner, und es ist kein Fall dokumentiert, in dem sich die Deutsche UNESCO-Kommission unter von Simson um einen Ausgleich zwischen deutschen und afrikanischen Museen bemüht hätte.
Von Simson verfolgte breit gefächerte kunsthistorische Interessen. Er befasste sich sowohl mit der Ikonologie mittelalterlicher Architektur, mit dem Zusammenhang von Kunst und Liturgie, mit Peter Paul Rubens und mit der deutschen Malerei des 19. Jahrhunderts. Als sein Hauptwerk gilt The Gothic Cathedral von 1956.
In erster Ehe war er mit Aloysia (Louise) Alexandra Prinzessin von Schönburg-Hartenstein (1906–1976) verheiratet. Seit 1978 war er mit der verwitweten Marie-Anne Campbell Geddes geb. Altgräfin zu Salm-Reifferscheidt-Krautheim und Dyck (1933–2015) verheiratet.

## Ehrungen
- Großes Bundesverdienstkreuz (1981)
- Verdienstorden des Landes Berlin (1987)
- Ernst-Reuter-Plakette des Landes Berlin (1992)
- In Berlin-Dahlem wurde der ehemalige Kiebitzweg am 8. November 1999 in Otto-von-Simson-Straße umbenannt.[4][5]

## Veröffentlichungen (Auswahl)
- Zur Genealogie der weltlichen Apotheose im Barock besonders der Medicigalerie des P.P. Rubens. Heitz, Leipzig 1936.
- Sacred fortress. Byzantine art and statecraft in Ravenna. Chicago University Press, Chicago 1948.
- The Gothic Cathedral. Origins of Gothic Architecture and the Medieval Concept of Order. Bollingen Foundation Inc. New York, N.Y. First edition, 1956. Second edition, 1962, revisited, with Additions.
  - deutsch: Die gotische Kathedrale. Beiträge zu ihrer Entstehung und Bedeutung. Aus dem Englischen übersetzt von Elfriede R. Knauer, Wissenschaftliche Buchgesellschaft, Darmstadt 1968.
- Das Hohe Mittelalter (= Propyläen Kunstgeschichte Bd. 6). Propyläen, Berlin 1972.
- Der Blick nach innen. Vier Beiträge zur deutschen Malerei des 19. Jahrhunderts. [C. D. Friedrich, Spitzweg, L. Richter, Leibl]. Hentrich, Berlin 1986, ISBN 3-926175-02-8.
- Von der Macht des Bildes im Mittelalter. Gesammelte Aufsätze zur Kunst des Mittelalters. Mann, Berlin 1993, ISBN 3-7861-1681-4.
- Peter Paul Rubens (1577–1640). Humanist, Maler und Diplomat. Von Zabern, Mainz 1996.